# Plumatella princeps
Plumatella princeps is een mosdiertjessoort uit de familie van de Plumatellidae. De wetenschappelijke naam van de soort is voor het eerst geldig gepubliceerd in 1887 door Kraepelin.